# Sofronisco
Sofronisco del demo di Alopece (in greco antico: Σωφρονίσκος?, Sōfronískos; Atene, 500 a.C. circa – dopo il 470 a.C., nel V secolo a.C.) è stato uno scultore greco antico.

## Biografia
Sofronisco, padre di Socrate, nacque nel demo attico di Alopece e fu amico della famiglia di Aristide di Atene.
La famiglia di Socrate, del resto, aveva avuto probabilmente molti artisti al suo interno fino a ricollegarsi, secondo la leggenda, al mitico Dedalo.

## Opera
Anche se si dubita fortemente del fatto che fosse un vero e proprio scultore e non solo uno scalpellino operante nel quartiere del Marmo di Atene, Sofronisco avrebbe cominciato la sua attività di scultore intorno al 470 a.C., nella vecchia scuola attica, grosso modo prima della nascita di suo figlio. Tuttavia, non restano notizie di sue opere.